# Music & PC
Die Music & PC war ein Musikmagazin, das sich mit dem PC und seinen Fähigkeiten zur Produktion und Bearbeitung von Musik beschäftigte.

## Allgemeines
Von 1997 bis 2010 informierte Music & PC ihre Leser über allgemeine Themen rund um die Hard- und Software für einen leistungsfähigen Musik-PC.
Herausgegeben wurde die Zeitschrift vom Fachverlag Schiele & Schön in Berlin, für die Position als Chefredakteur zeichnete seit 2009 Helge Beckmann verantwortlich.
Zielgruppen von Music & PC waren sowohl erfahrene Profis als auch ambitionierte Hobby-Musiker ohne großen Erfahrungsschatz, die sich für die nötigen und möglichen technischen Voraussetzungen eines musikbearbeitenden Computers interessieren.

## Geschichte & Philosophie
Die bereits 1950 sichtbar werdende Tendenz, mit dem Computer elektronische Musik zu produzieren, gipfelte in den 1980er Jahren in einer beinahe flächendeckenden Fokussierung auf die Digitalisierung von Musik. Diese Entwicklung erlangte Mitte der 1990er Jahre eine völlig neue Bedeutung, als die Produktion von elektronischer Musik durch immer leistungsstärkere Computer und im Grunde leicht zugängliche Hard- und Software auch für den Otto Normalverbraucher in erreichbare Nähe rückte.
In diese Zeit der ‚Demokratisierung’ der elektronischen Musik fiel auch die Publikation der ersten Ausgabe von Music & PC, auf deren Titelblatt jedoch noch ihr alter Name zu lesen war: PC & Musik. Die Tatsache, dass der PC damals noch im Vordergrund, respektive an erster Stelle des Titels stand, erklärt sich aus dem Verständnis, dass die Aufnahme und Produktion von Musik per Computer noch als Besonderheit betrachtet wurde.
Als die Zeitschrift 2007, nachdem sie zehn Jahre lang vom Tetrix-Verlag in Eschwege herausgegeben wurde, vom Berliner Fachverlag Schiele & Schön übernommen wurde, wurde die Umbenennung in Music & PC vorgenommen.
Ziel dieser Aktion war es, den Schwerpunkt der Berichterstattung noch weiter in den Bereich der Musikproduktion zu verschieben. Gleichzeitig symbolisiert der neue Titel jedoch auch den technischen Fortschritt, der die Arbeit an Musikcomputern so weit vereinfacht hat, dass die Musik wieder in den Vordergrund rückt.

## Inhalte
Music & PC behandelte vornehmlich praktische Themen. So wurden technische Mittel und Methoden beschrieben, die für die Produktion und Bearbeitung von Musik am Computer nötig beziehungsweise möglich sind. Im Mittelpunkt der Berichterstattung standen Tests und Beschreibungen von relevanter Hard- und Software – unter anderem digitale Instrumente, Synthesizer, Mikrofone, Kabel, Plug-ins und MIDI-Controller, aber auch Sampling-CDs und Software.
Neben diesen praxisorientierten Artikeln zur Arbeit am Musik-PC werden in Music & PC auch regelmäßige Workshops zu komplexen Themen angeboten, die den Umgang mit den oben genannten Medien näher bringen. Der Rezipient erfährt hier beispielsweise Näheres über das Verfahren des Harddisk-Recordings, die Erstellung von MIDI-Signalen oder die Bearbeitung von Musik mit unterschiedlichen elektronischen Mitteln. Außerdem wurde über Neuheiten in den Bereichen Musik im Internet, Podcast und MP3 berichtet.
Bis Anfang 2009 lag dem Magazin eine CD bei, die als Ergänzung der im Heft behandelten Themen dient. Sie enthält multimediale Erweiterungen zu einzelnen Artikel, deren Inhalt sie sowohl visuell als auch akustisch illustriert. So dient sie beispielsweise der Darstellung von klanglichen Unterschieden zwischen verschiedenen im Test befindlichen Röhrenmikrofonen. Die Beilage wurde mit der Ausgabe 03/2009 eingestellt und durch Downloads von der Homepage vom Music & PC abrufbar.

## Auflage und Verbreitung
Music & PC erschien bereits unter seinem Namen PC & Musik alle zwei Monate, dieser Rhythmus wurde auch nach dem Relaunch beibehalten. Das Fachmagazin war deutschlandweit erhältlich, im Abonnement war es auch im Ausland zu beziehen.